# Etten-Leur vasútállomás
Etten-Leur vasútállomás vasútállomás Hollandiában, Etten-Leur községben,  településen.

## Vasútvonalak
Az állomást az alábbi vasútvonalak érintik:
- Roosendaal–Breda-vasútvonal

## Kapcsolódó állomások
A vasútállomáshoz az alábbi állomások vannak a legközelebb:
- Breda vasútállomás
- Roosendaal vasútállomás